# Чарльз Волтер Де Віс
Чарльз Волтер Де Віс (англ. Charles Walter De Vis, 9 травня 1829, Бірмінгем, Англія — 30 квітня 1915, Брисбен, Квінсленд, Австралія) — англійський біолог, орнітолог, герпетолог, ботанік. Один із засновників Королівського товариства Квінсленда, де був президентом у 1888—1889 роках і Королівського Австралійського Орнітологічного Союзу, в якому був віце-президентом. Описав 551 нових вимерлих та живих видів. Вид змій, Denisonia devisi названо на його честь.

## Біографія
Де Віс отримав сан диякона в 1851 році, а в 1853 році був призначений ректором Сент-Джонс, Брекон, Уельс, але жвавий інтерес до природної історії призів до того, що він став хранителем Музею Королівського Парку, Рочдейл, Великий Манчестер. Там він написав свої перші наукові праці й приєднався до антропологічного товариства. 
Де Віс покинув Англію в червні 1870 року задля Квінсленду. 
Де Віс був невтомним письменником і працівником природничих наук, особливо в області палеонтології й систематичної зоології хребетних. Не дивлячись на невеликий штат співробітників і обмежений бюджет, Де Віс додав багато в колекцію, класифікацію та зображення. Він також створив прекрасну довідкову бібліотеку. Був розпочатий Літопис музею Квінсленда, де увага також була приділена етнологічним та біологічним продуктам Нової Гвінеї, звідки його друг, сер Вільям МакГрегор, прислав велику кількість матеріалу.

## Описані таксони
- рід †Euowenia — вимерлі сумчасті
- †Chelodina insculpta — вимерлі черепахи
- Orectolobus ornatus — вид акул
- Dobsonia pannietensis — вид криланів
- Ptiloprora — рід птахів
- Mallomys aroaensis — вид гризунів